# マザールとハルーラーの戦い
マザールとハルーラーの戦い（アラビア語ラテン翻字: Yawm Madhār, Yawm Ḥarūrāʾ）は、686年にイラク南部のバスラとクーファの周辺地域で続けて起こったイスラーム世界の第二次内乱期の戦闘である。
これらの戦闘はメッカを拠点にカリフを称したアブドゥッラー・ブン・アッ＝ズバイルの弟でバスラを治めていたムスアブ・ブン・アッ＝ズバイルの軍勢とクーファでアリー家支持派の人々を率いていたムフタール・アッ＝サカフィーの軍勢の間で行われた。戦闘は両方ともムスアブの勝利に終わり、ムフタールはクーファの自身の宮殿に退いたものの、ムスアブは宮殿を4か月にわたって包囲し、最終的にムフタールを殺害するとともに数千人に及ぶ市内のムフタールの支持者も殺害した。また、ムフタールの配下でイラクの北方のモースルに駐屯していたイブン・アル＝アシュタルもズバイル家に投降したため、ムスアブはイラクの全土とその属領を支配下に収めることになった。

## 戦場の位置
マザールはクーファとバスラを結ぶ軍事ルート上に存在した町で、クーファから南東へ320キロメートル、バスラから北へ65キロメートルのティグリス川の支流沿いに位置していた。一方のハルーラーはクーファ近郊の村もしくは地区であった。13世紀の地理学者のヤークート・アル＝ハマウィーは、ハルーラーの場所はクーファから南へおよそ3キロメートルに位置していたと説明している。また、中世の複数の文献によれば、ハルーラーはイスラーム以前の時代から7世紀までユーフラテス川の川沿いかその運河の一つに沿って存在していた。その後、9世紀には砂漠の中にあったと説明されており、歴史家のラウラ・ヴェッキア・ヴァグリエリは、この説明について、「恐らくこの地域の流路が変化した」ことを意味すると結論づけている。

## 背景
イスラーム世界の第二次内乱の時代（680年 - 692年）にシリアを中心とするウマイヤ朝に対抗した最も重要な勢力はメッカを拠点としてカリフを称したアブドゥッラー・ブン・アッ＝ズバイルの勢力であった。アブドゥッラーの弟のムスアブ・ブン・アッ＝ズバイルは兄に代わってイラク（歴史的にはティクリート以南のメソポタミア地方を指す）の主要な軍営都市の一つであるバスラを統治していた。685年にはアリー家支持派の勢力を結集したムフタール・アッ＝サカフィーがアラブ人とマワーリー（被征服民のイスラームへの改宗者、単数形ではマウラー）の支持者に支えられ、イラクのもう一つの主要な軍営都市であるクーファのズバイル家の総督を追放し、イラクの大部分を支配下に収めた。その結果としてズバイル家の支配地域はアラビア半島とバスラに限定された。
ムフタールの反乱に加わったマワーリーはアルメニア系とペルシア系の非アラブ人であった。これらの人々は初期のイスラーム教徒による征服で捕虜となり、後にイスラームに改宗して解放された者や、小作農や職人たちからなっていた。当時のアラブの慣習に従って非アラブ人の改宗者はアラブ部族の一員として組み込まれたが、アラブ人と対等の立場にはなく、実質的には部族の有力者（アシュラーフ）の奴隷のような立場であった。ムフタールはマワーリーを優遇する政策をとり、マワーリーに自由やアラブ人と同等の社会的、軍事的地位を与えたが、この政策に反発したクーファのアラブ人の有力者たちが武装して反乱を起こした。しかしこの反乱は鎮圧され、マワーリーはかつての主人たちを追い詰めた。およそ10,000人のアラブ人がバスラに逃れ、クーファの逃亡したアラブ人の家屋は破壊された。これらの避難民の中で最も著名な人物であったシャバス・ブン・リビーとムハンマド・ブン・アル＝アシュアスはムスアブに支援を求め、ムフタールと対決するように迫った。ムスアブはこれに応えてハワーリジュ派との戦いに従事していた自身の配下の中で最も経験豊富な将軍であるムハッラブ・ブン・アビー・スフラを呼び寄せ、クーファに対する攻撃を開始した。当時、ムフタールとジャズィーラ（メソポタミア上流域）東部のモースルに派遣されていたムフタール配下の実力者であるイブン・アル＝アシュタルの関係は緊張状態にあり、ムスアブは両者の不和を利用しようとしていた可能性がある。

## マザールの戦い
ムスアブは支持者を募ってムフタールの本拠地を弱体化させるためにクーファへ工作員を送り込んだ。ムスアブの軍隊はバスラのそれぞれの部族の派閥（バヌー・バクル、アブドゥルカイス、アフル・アル＝ジバール、アズド、バヌー・タミーム）ごとに5つの部隊に分けられ、ムカーティル・ブン・ミスマ・アル＝バクリーがバヌー・バクル、マーリク・ブン・アル＝ムンズィルがアブドゥルカイス、カイス・ブン・アル＝ハイサム・アッ＝スラミーがアフル・アル＝ジバール、ズィヤード・ブン・アムル・アル＝アタキーがアズド、アル＝アフナフ・ブン・カイスがバヌー・タミームをそれぞれ率いた。左翼部隊の指揮官はムハッラブ・ブン・アビー・スフラが務め、右翼部隊の指揮官はウマル・ブン・ウバイドゥッラー・アッ＝タイミーが務めた。一方でムスアブの歩兵部隊はアッバード・ブン・アル＝フサイン・アル＝ハバティーが率いた。また、これらのバスラの人々の部隊に加えてクーファからの避難民もムスアブの軍隊に加わった。
ムスアブの軍隊の進軍を知ったムフタールはマザールにおける勝利を約束してクーファの人々を集結させた。ムフタールの軍隊はアフマル・ブン・シュマイトが率いた。モースルのイブン・アル＝アシュタルとともにいたムフタールの部隊の一部はイブン・アル＝アシュタルがムフタールの手紙に関心を示さなかったためにムフタールの下に戻った。アフマルの軍隊の右翼部隊はアブドゥッラー・ブン・カーミル・アッ＝シャーキリー、左翼部隊はアブドゥッラー・ブン・ワハブ・アル＝ジュシャミー、歩兵部隊はカスィール・ブン・イスマーイール・アル＝キンディー、騎兵部隊はアブドゥルサルーリー某がそれぞれ指揮した。また、マワーリーはムフタールの護衛隊長であるアブー・アムラ・カイサーンが率いていた。アフマルはバスラに向けて進軍し、マザールで野営したが、その後まもなくムスアブもマザールに到着した。マワーリーは騎乗していたものの、左翼部隊のアラブ人の指揮官で恐らくマワーリーを嫌っていたアブドゥッラー・ブン・ワハブは、マワーリーは弱く攻撃を受けると逃げ出す傾向にあるので徒歩で戦わせるべきだと進言した。アフマルはこの提案を受け入れ、マワーリーに下馬を命じた。
戦いの前に両軍はそれぞれの指導者であるアブドゥッラー・ブン・アッ＝ズバイルとムフタールの支配権を認めて降伏するように互いに呼びかけた。最初のアッバードの部隊によるバスラ軍の攻撃は撃退された。その後、ムハッラブがアブドゥッラー・ブン・カーミルの率いるクーファ軍の右翼部隊を攻撃して撃破した。さらにバスラ軍の右翼部隊がクーファ軍の左翼部隊を攻撃してこれを打ち破った。その直後にはクーファ軍の総司令官であるアフマルが敵軍に圧倒されて戦死した。そしてムハッラブが騎兵部隊に命じてクーファ軍の歩兵部隊に突撃させると歩兵は逃げ出した。ムハッラブはムハンマド・ブン・アル＝アシュアスに対し「（マワーリーに）復讐せよ！」と命じて逃げるクーファ軍を殲滅するために騎兵部隊をつけて送り出した。クーファ軍の騎兵の多くは逃走し、一方で歩兵の多くは殺されるか捕らえられた。捕虜はすべてムスアブの軍隊にいたクーファから逃れた避難民の手で処刑された。アブドゥッラー・ブン・ワハブの疑念にもかかわらず、マワーリーは戦いで真剣な抵抗を見せ、多くの者が死んでいった。マワーリーの指導者であったアブー・アムラ・カイサーンはこの戦闘以降史料における言及がないことから、恐らくこの時に殺害されたとみられている。ムフタールの軍隊の生き残りはクーファへ退却し、ムフタールに敗北を知らせた。この知らせはムフタールの威信を傷つけた。ムフタールの勝利の約束についてマワーリーはこう話した。「今回ムフタールは嘘をついた」。一方でムフタール自身はこう語った。「神によって奴隷たち（マワーリー）はかつてない規模で殺害された」。この戦いの正確な日付は史料に記されていないが、現代の歴史家は686年の中頃に起こったと推測している。

## ハルーラーの戦い
ムスアブは逃走するクーファ軍を追跡した。また、迅速にクーファへ到達するために歩兵と食糧を船で送り、一方で騎兵は陸路で移動した。これを知ったムフタールは自身の宮殿を要塞化して食糧を備蓄し、クーファをアブドゥッラー・ブン・シャッダードという名の人物の指揮下に置いてヒーラとカーディスィーヤの間に位置するサイラヒーンに向かった。そしてユーフラテス川の水をヒーラとカーディスィーヤに通じる運河へ向けるために川を堰き止めた。その結果ムスアブの川船は泥にはまり込んで動けなくなったが、船で移動していた部隊は下船して徒歩で移動し、一方でムスアブとその騎兵部隊は川を堰き止めていたダムを破壊してクーファに向けて進軍を続けた。ムフタールはムスアブがクーファに入ることを阻止するためにハルーラーに陣地を移した。
ムスアブは程なくしてハルーラーに到着した。クーファ出身者からなるムスアブの部隊の指揮官はムハンマド・ブン・アル＝アシュアスであった。また、右翼部隊はムハッラブ、左翼部隊はウマル・ブン・ウバイドゥッラー・アッ＝タイミー、歩兵部隊はムカーティル・ブン・ミスマ・アル＝バクリーが率いていた。一方のムフタールはアブドゥッラー・ブン・クラード・アル＝ハスアミーを自身のシュルタ（警護部隊）の隊長に任じ、配下の右翼部隊はサーリム・ブン・ヤズィード・アル＝キンディー、左翼部隊はサイード・ブン・ムンキズ・アル＝ハムダーニー、騎兵部隊はウマル・ブン・アブドゥッラー・アル＝ナフディー、歩兵部隊はマーリク・ブン・アムル・アル＝ナフディー（657年のスィッフィーンの戦いにも参加していた経験豊富な指揮官）が率いていた。
両軍が互いに接近すると、ムフタールは軍を分割して分割した部隊をバスラの5つの部族の部隊とズバイル家側についたクーファ出身者の部隊に対峙させ、ムフタール自身は自らの部隊とともに留まり続けた。当初ムフタールの軍勢はバスラ軍のバヌー・バクルとアブドゥルカイスの各部族の部隊に対して優位に立ち、敵軍を押し込んでいった。そしてアフル・アル＝ジバールの部隊を追い返し、ムスアブに接近した。これに対してムスアブは配下の兵士とともに高い地形の場所に強固な守備を敷き、ムフタールの部隊へ矢を浴びせた。アズドとバヌー・タミームの部隊とともに待機していたムハッラブはムスアブに促されてムフタールの部隊に攻撃を仕掛け、敵軍に大きな打撃を与えたものの、激しい戦闘は夕刻まで続いた。ムフタールの軍勢ではサイード・ブン・ムンキズとその配下の騎兵70人、サーリム・ブン・ヤズィードとその配下の騎兵90人、ウマル・ブン・アブドゥッラー、そしてマーリク・ブン・アムルが戦死し、一方のムスアブの軍勢ではムハンマド・ブン・アル＝アシュアスとその配下の騎兵のほとんどが戦死した。ムフタールはクーファの南側の入口付近のシャバスへ続く街道沿いで自身のシュルタとともに戦ったが、シュルタのうち少なくとも3人が戦死し、最終的には生き残った護衛とともにクーファの自身の宮殿へ撤退せざるを得なかった。歴史家のジェラルド・R・ホーティングは、マザールでズバイル家が「手に入れた優位」は「そのまま押し通され、ムフタールの軍勢はその後ハルーラーで事実上壊滅した」と一連の状況を要約している。

## 戦闘後の経過
ムスアブの軍勢はクーファへの侵入を開始し、ムフタールの宮殿を包囲した。当初のムフタールの守備隊による反撃はわずかなものだった。包囲は4か月間続いた。包囲中のある時期にムフタールとその200人の守備隊が出撃し、敵の100人の攻撃部隊を退けた。その後は包囲がさらに厳しくなり、ムフタールは687年4月3日に19人の配下の兵士とともに打って出て最後の抵抗を試みたが、戦闘で殺害された。
ムスアブはムハンマド・ブン・アル＝アシュアスの息子のイブン・アル＝アシュアスを含む復讐を求める自軍内のクーファの有力者たちから迫られ、市内のムフタールの支持者の大規模な殺戮を許可した。東洋学者のアンリ・ラメンスは、ムスアブは「非常に多くのムフタールの支持者たちを処刑し、その犠牲者の親族と同じくらい多くの数の敵を得た」と述べている。歴史家のアブー・ミフナフ（774年頃没）は、アブドゥッラー・ブン・ウマル（第2代正統カリフのウマル・ブン・アル＝ハッターブの息子）が7,000人のクーファの人々を虐殺したムスアブを非難したと記録しており、一方でワーキディー（823年没）は、ムスアブが降伏した宮殿内のムフタールの支持者のうち700人のアラブ人とすべてのペルシア人を処刑し、その後、6,000人のクーファのムフタールの支持者を殺害したと記している。ムスアブはムフタールを排除し、イブン・アル＝アシュタルもその後ズバイル家へ投降しきたことでイラクを完全に掌握することに成功した。そしてクーファの属領であるサワードとジバールの収税官を任命した。